# Визнер, Генрих
Генрих Визнер (болг. Хенрих Визнер, чеш. Jindřich Wiesner; 16 февраля 1864, Прага — 10 января 1951, София) — болгарский пианист, дирижёр и музыкальный педагог чешского происхождения.
Окончил Пражскую консерваторию (1882). С 1887 г. жил и работал в Болгарии. Первоначально руководил военным оркестром Первого конного полка. В 1891 г. силами своего военного оркестра провёл первое в Софии представление целого оперного спектакля — «Лукреции Борджиа» Гаэтано Доницетти, 18 октября 1908 года дирижировал первым спектаклем софийского «Оперного товарищества» — будущей Софийской оперы.
В 1908 г. вошёл в число основателей софийского Частного музыкального училища. В период преподавания в нём стал первым педагогом ряда ведущих болгарских музыкантов, в том числе Панчо Владигерова, Панки Пелишек, Любомира Пипкова и др. В дальнейшем преподавал в Софийской консерватории.